# Metschach
Metschach ist ein Ort in Kärnten (Österreich). Durch den Ort verläuft die Grenze zwischen den Katastralgemeinden Maria Feicht und Hardegg, die gleichzeitig die Grenze zwischen den politischen Gemeinden Glanegg und Liebenfels sowie zwischen den Bezirken Feldkirchen und Sankt Veit an der Glan ist. Dadurch zerfällt der Ort in zwei Ortschaften: die Ortschaft Metschach in der Gemeinde Glanegg hat 7 Einwohner (Stand 1. Jänner 2024), die Ortschaft Metschach in der Gemeinde Liebenfels hat 7 Einwohner (Stand 1. Jänner 2024). Somit verfügt der Ort insgesamt über 14 Einwohner.

## Lage
Der Ort liegt in Mittelkärnten, südlich der Glan zwischen Maria Feicht und Zweikirchen, nördlich des Feuchtgebiets, in dem der Rohnsdorfer Bach entspringt, an den Südhängen des von Maria Feicht nach Hardegg verlaufenden Hügels. Durch den Ort verläuft eine Katastralgemeindegrenze: der westliche Teil des Orts liegt auf dem Gebiet der Katastralgemeinde Maria Feicht, der östliche Teil des Orts auf dem Gebiet der Katastralgemeinde Hardegg.

## Geschichte vor der Teilung
Der Ort wurde 1253 erwähnt als Moezik, was sich vom slowenischen Personennamen Moka ableitet.

## Bevölkerungsentwicklung des gesamten Orts
Für den Ort ermittelte man folgende Einwohnerzahlen:
- 1869: 10 Häuser, 56 Einwohner
- 1880: 8 Häuser, 46 Einwohner
- 1890: 7 Häuser, 49 Einwohner
- 1910: 9 Häuser, 40 Einwohner
- 1961: 7 Häuser, 37 Einwohner
- 2001: 6 Gebäude, 14 Einwohner
- 2011: 7 Gebäude, 17 Einwohner

Im Ort gibt es 1 Arbeitsstätte (Stand 2011) und 5 land- und forstwirtschaftliche Betriebe (Stand 2001).

## Ortschaft Metschach (Gemeinde Glanegg)

### Lage, Hofnamen
Zur Ortschaft gehören die Häuser mit den Hausnummern 2 (Raderkeusche), 5 (Stinglhoferkeusche), 6 (Fischerhube) und 7 sowie einige Nebengebäude.

### Geschichte
In der ersten Hälfte des 19. Jahrhunderts gehörten die auf dem Gebiet der Steuergemeinde Maria Feicht liegenden Häuser des Ortes zum Steuerbezirk Glanegg. Bei Bildung der Ortsgemeinden im Zuge der Reformen nach der Revolution 1848/49 kamen diese Häuser an die Gemeinde Maria Feicht, die 1956 an die Gemeinde Glanegg angeschlossen wurde.

### Bevölkerungsentwicklung
Für die Ortschaft zählte man folgende Einwohnerzahlen:
- 1869: 6 Häuser, 24 Einwohner[5]
- 1880: 4 Häuser, 12 Einwohner[6]
- 1890: 4 Häuser, 20 Einwohner[7]
- 1910: 5 Häuser, 13 Einwohner[8]
- 1961: 3 Häuser, 15 Einwohner[9]
- 2001: 3 Gebäude, 7 Einwohner[10]
- 2011: 4 Gebäude, 9 Einwohner[11]

In der Ortschaft gibt es 1 Arbeitsstätte (Stand 2011; 2001: 0) und 2 land- und forstwirtschaftliche Betriebe (Stand 2001).

## Ortschaft Metschach (Gemeinde Liebenfels)

### Lage, Hofnamen
Zur Ortschaft gehören die Häuser mit den Hausnummern 1 (Miesenig), 3 (Metschacherhof) und 4 sowie einige Nebengebäude.

### Geschichte
In der ersten Hälfte des 19. Jahrhunderts gehörten die auf dem Gebiet der Steuergemeinde Maria Feicht liegenden Häuser des Ortes zum Steuerbezirk Hardegg. Bei Bildung der Ortsgemeinden im Zuge der Reformen nach der Revolution 1848/49 kamen diese Häuser an die Gemeinde Hardegg. Durch die Fusion der Gemeinden Hardegg, Liemberg und Pulst kamen diese Häuser 1958 an die neu entstandene Gemeinde Liebenfels.

### Bevölkerungsentwicklung
Für die Ortschaft zählte man folgende Einwohnerzahlen:
- 1869: 4 Häuser, 32 Einwohner[14]
- 1880: 4 Häuser, 34 Einwohner[15]
- 1890: 3 Häuser, 29 Einwohner[16]
- 1900: 4 Häuser, 19 Einwohner[17]
- 1910: 4 Häuser, 27 Einwohner[18]
- 1923: 4 Häuser, 25 Einwohner[19]
- 1934: 21 Einwohner[20]
- 1961: 4 Häuser, 22 Einwohner[21]
- 2001: 3 Gebäude (davon 2 mit Hauptwohnsitz) mit 3 Wohnungen; 7 Einwohner und 3 Nebenwohnsitzfälle; 2 Haushalte; 0 Arbeitsstätten, 3 land- und forstwirtschaftliche Betriebe[13]
- 2011: 3 Gebäude, 8 Einwohner, 2 Haushalte, 0 Arbeitsstätten[12]
- 2021: 3 Gebäude, 7 Einwohner, 1 Haushalt, 1 Arbeitsstätte[22]